# 윌리 오바메양
윌리암피스 오바메양(프랑스어: William-Fils Aubameyang, 1987년 2월 16일 ~ )은 수비수로 뛰었던 가봉의 전 프로 축구 선수이다. 프랑스에서 태어난 그는 가봉 국가대표팀으로 합류해 2010년 아프리카 네이션스컵에 참가했다. 그는 축구 선수 피에르에므리크 오바메양의 이복 형제이다.

## 구단 경력

### 밀란
오바메양은 프랑스 파리에서 태어났다. 그는 2005년 트리에스티나에서 AC 밀란으로 합류했다. 클럽에서의 그의 첫 세 시즌 동안, 그는 유소년 팀에서 뛰었지만, 몇몇 세리에 A와 코파 이탈리아 경기에서 사용되지 않은 교체 선수로 출전했고, 몇몇 프리 시즌 친선 경기 (한 때 유벤투스를 상대로 득점하기도 했다)를 치렀다. 2007년 12월 20일, 그는 결국 카타니아와의 코파 이탈리아 경기에서 공식 데뷔 전을 치렀다. 그는 밀란을 위해 리그에 출전하지 않았다.

#### 임대
오바메양은 2008-09년 시즌 아벨리노, 2009-10년 시즌 벨기에 클럽 오이펜, 그리고 2010-11년 시즌 전반기 몬차에서 다양한 임대 기간을 보냈다.

### 킬마녹
2011년 1월, 그는 성공적인 트라이얼 끝에 스코티시 프리미어리그의 킬마녹과 영구 계약을 맺었다. 그는 머더웰과의 1-1 리그 경기에서 그의 첫 번째이자 유일한 골을 넣었다. 2011년 여름, 오바메양과 킬마녹의 단기 계약이 만료되었고 그는 클럽을 떠났다.

## 국가대표팀 경력
윌리 오바메양은 프랑스에서 태어났음에도 불구하고 가봉 국가대표팀으로 합류해 뛰기로 결정했고, 2009년 6월 6일 토고와의 2010년 FIFA 월드컵 예선 경기에서 이복동생 피에르에므리크 오바메양과 교체되어 출전했다.
그는 2010년 아프리카 네이션스컵에 참가했던 선수단의 일원이었고, 그는 한 번도 경기에 출전하지 않았다.

## 사생활
그의 아버지 피에르는 전 가봉 국가대표이며, 그의 두 형제 카틸리나와 피에르에므리크도 축구 선수이며 그와 같이 AC 밀란에서 뛴 적이 있다.